# Next Generation ATP Finals 2023
Die Next Generation ATP Finals 2023 fanden vom 28. November bis 2. Dezember 2023 in der King Abdullah Sport City Hall von Dschidda statt. Teilnahmeberechtigt waren die besten unter 21-jährigen Tennisspieler der Saison. Das Turnier war Teil der ATP Tour 2023. Titelverteidiger war der US-Amerikaner Brandon Nakashima, der jedoch in diesem Jahr nicht mehr teilnahmeberechtigt war, da er zu Beginn des Jahres bereits das 21. Lebensjahr vollendet hatte.

## Qualifikation
Es qualifizierten sich die sieben bestplatzierten Spieler der Saison 2023, die zu deren Beginn 21 Jahre oder jünger waren. Dazu kamen eine Wildcard sowie zwei Reservisten.
Von den ursprünglich qualifizierten Spielern verzichteten Carlos Alcaraz, Holger Rune (auch für die ATP Finals 2023 qualifiziert), Ben Shelton sowie Lorenzo Musetti auf eine Teilnahme, wodurch die vier nächstplatzierten Spieler nachrückten.
| ATP-Race (unter 21-Jährige) 20. November 2023 | ATP-Race (unter 21-Jährige) 20. November 2023 | ATP-Race (unter 21-Jährige) 20. November 2023 | ATP-Race (unter 21-Jährige) 20. November 2023 | ATP-Race (unter 21-Jährige) 20. November 2023 |
| #                                             | ATP-Rang                                      | Spieler                                       | Punkte                                        | Geburtsjahr                                   |
| --------------------------------------------- | --------------------------------------------- | --------------------------------------------- | --------------------------------------------- | --------------------------------------------- |
| –                                             | 2                                             | Carlos Alcaraz                                | 8455                                          | 2003                                          |
| –                                             | 8                                             | Holger Rune                                   | 3460                                          | 2003                                          |
| –                                             | 17                                            | Ben Shelton                                   | 2145                                          | 2002                                          |
| –                                             | 27                                            | Lorenzo Musetti                               | 1470                                          | 2002                                          |
| 1                                             | 36                                            | Arthur Fils                                   | 1158                                          | 2004                                          |
| 2                                             | 66                                            | Luca Van Assche                               | 687                                           | 2004                                          |
| 3                                             | 92                                            | Dominic Stricker                              | 673                                           | 2002                                          |
| 4                                             | 94                                            | Alex Michelsen                                | 653                                           | 2004                                          |
| 5                                             | 100                                           | Flavio Cobolli                                | 640                                           | 2002                                          |
| 6                                             | 111                                           | Hamad Međedović                               | 582                                           | 2003                                          |
| 7                                             | 118                                           | Luca Nardi                                    | 533                                           | 2003                                          |
| Wildcard                                      |                                               |                                               |                                               |                                               |
| 8                                             | 187                                           | Abedallah Shelbayh                            | 311                                           | 2003                                          |
| Ersatzspieler                                 |                                               |                                               |                                               |                                               |
| 9                                             | 127                                           | Luciano Darderi                               | 510                                           | 2002                                          |
| 10                                            | 128                                           | Arthur Cazaux                                 | 508                                           | 2002                                          |
| 11                                            | 136                                           | Shintarō Mochizuki                            | 457                                           | 2003                                          |
| 12                                            | 143                                           | Zachary Svajda                                | 441                                           | 2002                                          |

## Spielplan

### Gruppe Grün

#### Ergebnisse
| Spieler          | Spieler          | Ergebnis                   |
| ---------------- | ---------------- | -------------------------- |
| Arthur Fils      | Luca Nardi       | 2:4, 4:36, 4:2, 1:4, 4:2   |
| Dominic Stricker | Flavio Cobolli   | 2:4, 4:37, 1:4, 2:4        |
| Dominic Stricker | Luca Nardi       | 4:1, 4:1, 4:2              |
| Arthur Fils      | Flavio Cobolli   | 4:1, 4:2, 4:2              |
| Flavio Cobolli   | Luca Nardi       | 4:34, 2:4, 3:41, 4:1, 3:43 |
| Arthur Fils      | Dominic Stricker | 4:2, 3:43, 4:2, 4:35       |

#### Tabelle
| Pos. | Setzliste | Spieler          | Matches | Sätze | Spiele |
| ---- | --------- | ---------------- | ------- | ----- | ------ |
| 1    | 1         | Arthur Fils      | 3:0     | 9:3   | 42:31  |
| 2    | 3         | Dominic Stricker | 1:2     | 5:6   | 32:34  |
| 3    | 5         | Flavio Cobolli   | 1:2     | 5:7   | 36:37  |
| 4    | 7         | Luca Nardi       | 1:2     | 5:8   | 35:43  |

### Gruppe Rot

#### Ergebnisse
| Spieler         | Spieler            | Ergebnis                    |
| --------------- | ------------------ | --------------------------- |
| Luca Van Assche | Abedallah Shelbayh | 4:35, 3:45, 4:1, 4:1        |
| Alex Michelsen  | Hamad Međedović    | 2:4, 3:43, 4:33, 4:35, 3:44 |
| Alex Michelsen  | Abedallah Shelbayh | 2:4, 4:1, 0:4, 0:4          |
| Luca Van Assche | Hamad Međedović    | 2:4, 4:2, 3:47, 1:4         |
| Luca Van Assche | Alex Michelsen     | 4:30, 3:44, 3:44, 4:1, 4:36 |
| Hamad Međedović | Abedallah Shelbayh | 3:46, 4:2, 4:35, 4:2        |

#### Tabelle
| Pos. | Setzliste | Spieler            | Matches | Sätze | Spiele |
| ---- | --------- | ------------------ | ------- | ----- | ------ |
| 1    | 6         | Hamad Međedović    | 3:0     | 9:4   | 47:37  |
| 2    | 2         | Luca Van Assche    | 2:1     | 7:6   | 43:38  |
| 3    | 8         | Abedallah Shelbayh | 1:2     | 5:7   | 33:36  |
| 4    | 4         | Alex Michelsen     | 0:3     | 5:9   | 37:49  |

### Halbfinale
| Spieler         | Spieler          | Ergebnis             |
| --------------- | ---------------- | -------------------- |
| Arthur Fils     | Luca Van Assche  | 2:4, 4:1, 4:31, 4:36 |
| Hamad Međedović | Dominic Stricker | 4:35, 2:1 aufgg.     |

### Finale
| Spieler     | Spieler         | Ergebnis                  |
| ----------- | --------------- | ------------------------- |
| Arthur Fils | Hamad Međedović | 4:36, 1:4, 2:4, 4:39, 1:4 |